# 名鉄急配
名鉄急配株式会社（めいてつきゅうはい、英: MEITETSU KYUHAI CORPORATION）は、愛知県稲沢市に本社を置く名鉄グループの運送会社。名鉄NX運輸の子会社である。

## 概要
本社のある愛知県および岐阜県・三重県・静岡県を主な営業エリアとしており、親会社の名鉄NX運輸と同じく「こぐま」のマスコットが目印である。
食品・菓子の共同配送システムを構築・運営している。

## 沿革
- 1959年（昭和34年）
  - 1月1日 - 名鉄急配株式会社創立。
  - 10月1日 - 名鉄急配株式会社設立。
- 2009年（平成21年）4月1日 - 東海名鉄運輸株式会社を吸収合併。
- 2011年（平成23年）4月1日 - 株式会社メイテツ流通倉庫を吸収合併[3]。